# José María Osorio de Moscoso y Carvajal
José María Osorio de Moscoso y Carvajal (Madrid, 12 de abril de 1828-Cabra, 4 de noviembre de 1881) fue un aristócrata y político español que contó con numerosos títulos nobiliarios como el ducado de Sessa o el condado de Cabra, además de ser esposo de la infanta Luisa Teresa de Borbón.

## Biografía
Nacido en el palacio de Altamira de Madrid, siendo su padre Vicente Pío Osorio de Moscoso y Ponce de León, duque de Sessa, y su madre Luisa de Carjaval y Queralt. Al pertenecer a una familia noble y antigua, recibió una educación esmerada. Tras la muerte de su padre, heredó todos los cargos, títulos y tierras, así como la dignidad de canónigo perpetuo de la Catedral de León, nueve Grandezas de España.
Entre los variados títulos obtenidos se encontraba el de XVI duque de Sessa, XX conde de Cabra, XIV conde de Altamira, XVIII marqués de Astorga, XVIII duque de Maqueda, V duque de Montemar, XV marqués de Ayamonte, XII marqués de San Román, XX conde de Trastámara marqués de Villamanrique, y señor de Villalobos. Fue también caballero de la Orden del Toisón de Oro, caballero de la Orden de Alcántara (1844), de la de San Juan, maestrante de Zaragoza, de la Gran Cruz de la Orden de Carlos III (1845), así como gentilhombre de Cámara de la monarca Isabel II y senador vitalicio del Reino.
Debido a que sus progenitores tenían una estrecha relación con la regente María Cristina, viuda del rey Fernando VII, consiguió contraer matrimonio con la infanta Luisa Teresa de Borbón, hermana del rey consorte Francisco de Asís. Al tener la infanta un rango superior al marqués, se trataba de un matrimonio morganático, y por ello necesitó del permiso de Isabel II para casarse. El matrimonio fue autorizado mediante real decreto y dos días más tarde, la boda se celebró el 10 de febrero de 1847 en el palacio de Altamira siendo su hermano Francisco de Asís y su prima la reina Isabel testigos, siendo esta última quien le concedió a José María ese año la Orden del Toisón de Oro.
Apoyaron a la monarquía tras la Revolución de 1868, mandando ayudas económicas a la destronada Corona haciendo menguar considerablemente sus ingresos e incluso teniendo que vender el lugar donde había nacido, el Palacio de Altamira, así como el palacio de Villamanrique, en la localidad homónima, y otras propiedades. Se retiró al castillo de Cabra, de su propiedad, donde falleció el 4 de noviembre de 1881. Su esposa lo sobrevivió diecinueve años, y mantuvo el rango de infanta toda su vida.
En verano de 2022 se hallaron sus restos bajo el convento de Capuchinos del castillo de Cabra.

## Descendencia
La pareja tuvo tres hijos:
- Francisco de Asís Osorio de Moscoso y Borbón[1] (Madrid, 1847-Madrid, 1924), XVII duque de Sessa, XV duque de Maqueda,[7] VI duque de Montemar,[8] XI marqués de Águila, XX conde de Trastámara, grande de España, con sucesión en la Casas ducales de Maqueda-Astorga, Sessa y Montemar y condal de Priego, Nieva, Fuenclara y Trastámara.
- Luis María Osorio de Moscoso y Borbón[1] (Madrid, 1849-Madrid, 1924), XVI marqués de Ayamonte, XXI conde de Cabra,[4] grande de España, casado pero no tuvo descendencia.
- María Cristina Isabel Osorio de Moscoso y Borbón (Ginebra, 26 de mayo de 1850-París, 27 de marzo de 1904),[1] IX duquesa de Atrisco (sucede a su abuelo),[14] X marquesa de Leganés[15] y marquesa de Morata de la Vega. Casada en 1865 con Pedro Laurent Eugenio, VI príncipe-duque de Beauffremont-Courtenay,[1] con descendencia, en los príncipes-duques de Beauffremont-Courtenay, príncipes de Merode y de Polignac.